# Corpi freddi
(Incipit di Corpi freddi)
Corpi freddi è il primo libro delle avventure dell'antropologa forense Temperance Brennan, scritte dall'autrice statunitense Kathy Reichs nel 1997.
Ambientato a Montréal, Canada, presenta i vari scenari che diverranno poi ricorrenti nei libri successivi.

## Trama
Temperance Brennan, antropologa forense di quarant'anni, vive tra Montréal, dove esercita la propria professione presso il Laboratoire de Médicine Légale (Laboratorio di Medicina legale), e la Carolina del Nord, più precisamente a Charlotte, dove è docente universitaria. 
Mentre si appresta a passare un fine settimana come tanti altri, viene chiamata ad esaminare un cadavere smembrato e decapitato, scoperto all'interno di alcuni sacchetti di plastica sepolti in un terreno appartenente a una chiesa.
Tuttavia, se inizialmente poteva sembrare un delitto senza alcuna particolarità, Temperance sa che qualcosa sulla scena del delitto le è familiare. L'istinto la porta a intuire che non si tratta di un assassinio isolato, bensì di qualcosa di molto più complesso.

## Personaggi
- Temperance Brennan: protagonista e antropologa forense;
- Andrew Ryan: tenente della Section de Crimes contre la Personne della SUQ (Sûreté du Québec);
- Marc Bergeron: dentista forense;
- Pierre LaManche: direttore dell'Istituto di Medicina legale di Montréal;
- Luc Claudel: tenente della CUM (Communauté Urbaine de Montréal);
- Marc Charbonneau: collega di Claudel;
- Gabby: ex compagna di corso e migliore amica di Temperance.

## Narrazione
Il romanzo è narrato in prima persona dalla protagonista e vi è un intreccio tra descrizioni scientifiche delle procedure utilizzate, la narrazione degli eventi, dei contesti e dei personaggi e, infine, le sensazioni e le emozioni della dottoressa.

## Edizioni
- Kathy Reichs, Corpi freddi, traduzione di Anna Rusconi, Alessandra Emma Giagheddu, Superbur, Bur, 1999, ISBN 978-88-17-20266-4.
- Kathy Reichs, Corpi freddi, traduzione di Anna Rusconi, Alessandra Emma Giagheddu, Rizzoli, 2005, ISBN 88-17-20266-5.